# Língua tariana
A língua tariana (tariano ou taliáseri) é uma língua aruaque (ou maipureana) que está sob ameaça de extinção, sendo ainda falada ao longo do rio Uaupés e Iauiari (São Gabriel da Cachoeira, Amazonas, Brasil) por menos de 100 pessoas. Cerca de 1500 pessoas que vivem ao longo desse rio são Tarianas étnicos, mas não mais falam a língua. Pertencem ao mesmo complexo dialetal que os baniwa-koripako.
Os povos da região do Alto Rio Negro são exogâmicos linguísticos: casam apenas com falantes de uma língua diferente. Pelo fato das línguas e as identidades tribais serem adquiridas paternalmente, o número de falantes vêm caindo. Há também o fato dos falantes da língua tariana adotarem a lingua tucano (ou ye'pa masâ), que se tornou língua franca da região Uaupés por volta do final do século XIX. Chegando na região nos anos 1920, missionários Salesianos promoveram o uso exclusivo do tucano entre os povos do Alto Rio Negro com o objetivo assimiláizá-los. Interesses econômicos também vieram a deslocar os pais de famílias de suas casas para trabalhar para brasileiros não ameríndios, o que levou a solapar a relação pais-filhos que mantinha viva a língua tariana.
Em 1999 passaram a ser feitos esforços para ensinar tariana com segunda língua na escola secundária de Iauaretê. Turmas regulares para aprendizado de tariana existem nessa escola desde 2003. Uma pesquisa sobre ariana, incluindo uma gramática e um dicionário Tariana-Português foram escritos por Alexandra Aikhenvald da Universidade La Trobe], na qual ela é especialista em línguas aruaques. Mais recentemente, Henri Ramirez publicou a Enciclopédia das línguas Arawak pela Editora CRV, e nela, a língua tariana recebe certa atenção.
Em 2023, foi declarada língua oficial do Amazonas, juntamente com outras 15 línguas indígenas.

## Etimologia

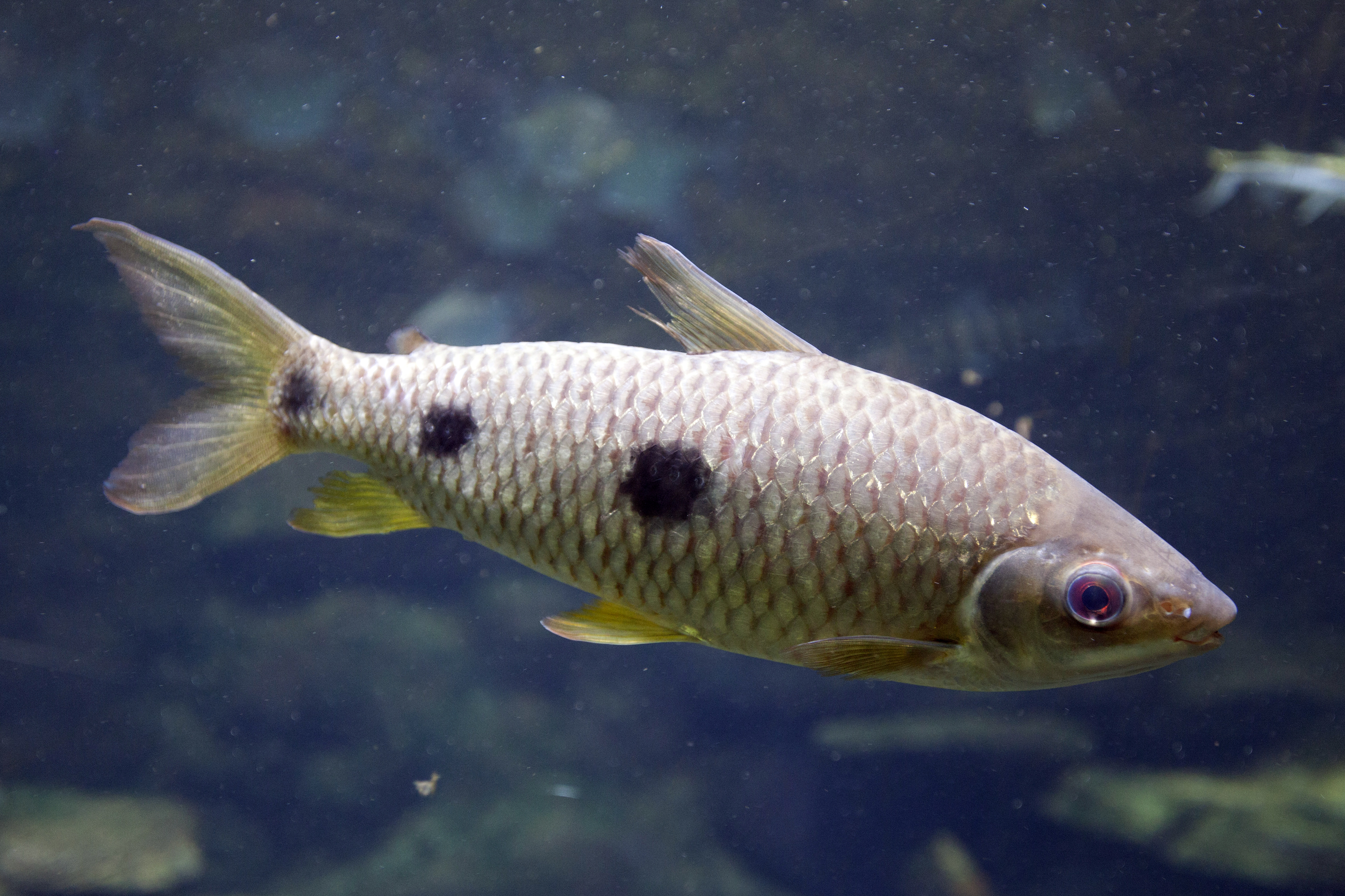
Peixe Aracu

De acordo com Henri Ramirez, o nome "taliáseri" deriva de taali, palavra que designa o peixe aracu em diversas línguas do ramo aruaque.

## Distribuição
Os falantes da língua tariana estão concentrados ao longo do Rio Uaupés e Iauiari, no município de São Gabriel da Cachoeira. Várias das comunidades mais importantes do povo Tariana estão localizadas nas imediações do povoado de Iauaretê. A área aproximada dessas comunidades e Iauaretê podem ser vistas no mapa ao lado. Os lugares citados estão todos dentro do Território Indígena do Alto Rio Negro.
Tariana faz parte da Família Aruaque, sendo extremamente próxima do complexo dialetal baniwa-koripako, também presente no Uaupés.
| Português | Baniwa            | Koripako  | Tariana    |
| --------- | ----------------- | --------- | ---------- |
| Cabeça    | Hiwída            | Híwida    | Hiwidá     |
| Olho      | Thi               | Thi       | Thi(da)    |
| Pássaro   | Képiɻa            | Wíiphiaɻʊ | Képiɾ(i)a  |
| Homem     | Áatsia/Atsína(ɺi) | Áatʃia    | (a)tʃíanɺi |
| Mulher    | Íina(ɻʊ)          | Íina(ɻʊ)  | Íinarʊ     |
| Língua    | Eenéne            | Éenene    | Eenené     |
| Sol       | Kámʊi             | Héeɻi     | Kéeɾi      |
| Lua       | Kéeɻi             | Kéeɻi     | Kéeɾi      |
| Um (1)    | Aapa-             | Aapa-     | (A)pa-     |
| Dois (2)  | Dzama-            | Jama-     | Jama-      |

## Fonologia
Tariana tem um inventário de fonemas (30) relativamente grande se comparado com outras línguas Uaupés (aruaques),como a baniua (22 fonemas). Tem um raro sistema de restrições que determina se os fonemas podem ou não estar no início ou no meio de quais tipos de morfemas (raízes, afixos, enclíticos) Por exemplo, o fonema [tʃ] pode ocorrer no início de raízes mas não em afixos ou enclíticos.
Nas tabelas que se seguem, letras em negrito indicam a ortografia usada por Alexandra Aikhenvald em sua gramática do Tariana. Transcrições IPA são indicadas quando há diferenças em relação à ortografia padrão.

### Vogais
Tariana apresenta 6 vogais, todas as quais podem também  ser nasalizadas, exceto  [ɨ], ou longas, exceto  [ɨ] e [ɵ], somando um total de 15 sons:
|             | Curta    | Curta   | Curta     | Nasal    | Nasal   | Nasal     | Longa    | Longa   | Longa     |
|             | Anterior | Central | Posterior | Anterior | Central | Posterior | Anterior | Central | Posterior |
| ----------- | -------- | ------- | --------- | -------- | ------- | --------- | -------- | ------- | --------- |
| Fechada     | i        | ɨ       | u         | ĩ        |         | ũ         | i:       |         | u:        |
| Semifechada | e        | ɵ       |           | ẽ        | ɵ̃       |           | e:       |         |           |
| Aberta      |          |         | a         |          |         | ã         |          |         | a:        |

Restrições fonéticas para presença de vogais
| Fonema | Início de raiz | Início de afixo | Início de enclítico | Meio de raiz | Meio de afixo | Meio de enclítico | Final de raiz | Final de afixo ou enclítico |
| ------ | -------------- | --------------- | ------------------- | ------------ | ------------- | ----------------- | ------------- | --------------------------- |
| i      | +              | +               | +                   | +            | +             | +                 | +             | +                           |
| e      | +              | -               | -                   | +            | +             | +                 | +             | +                           |
| ɨ1     | +              | -               | -                   | -            | -             | -                 | -             | +                           |
| o      | -              | -               | -                   | +            | -             | +                 | +             | + uma enclítica             |
| u      | +              | -               | -                   | +            | +             | +                 | +             | +                           |
| a      | +              | +               | +                   | +            | +             | +                 | +             | +                           |
| i:     | +              | -               | -                   | +            | -             | -                 | -             | -                           |
| e:     | +              | -               | -                   | +            | -             | -                 | -             | -                           |
| u:     | +              | -               | -                   | +            | -             | -                 | +             | -                           |
| a:     | +              | -               | -                   | +            | -             | -                 | +             | -                           |
| ĩ      | -              | -               | -                   | +            | -             | -                 | +             | -                           |
| ẽ      | -              | -               | -                   | +            | -             | -                 | +             | -                           |
| õ2     | -              | -               | -                   | +            | -             | -                 | +             | -                           |
| ũ      | +              | -               | -                   | +            | -             | -                 | -             | -                           |
| ã      | +              | -               | -                   | +            | -             | -                 | +             | -                           |

1ɨ ocorre somente de enclítica argumentativa e na onomatopeia ɨhmeni "lamento".  Também ocorre ocasionalmente como um alofone de i nas palavras: marawati→marawatɨ "tipo de farejar", hitísi→hitɨsi "choro", and -pití→pitɨ "expulsar, enxotar".  Sua ocorrência em Tariana é atribuída à influência da língua tucano.
2õ somente ocorre em poucas palavras: tõkẽ "vaga-lume", siwirikõrena "tapiriri ( Tapirira guianensis- planta)", nuitõ "filha! (vocativo)", tõreta "enrolar nim tolo fino, como um cigarro".  Também ocorre no início de substantivos de origem tucano. Ex.: Õrõreana). 

### Consoantes
Tariana apresenta 24 consoantes e faz uma distinção entre articulações dentais e palato-alveolares.
|                    |              | Bilabial | Alveolar | Alveolar | Pós-Alv. | Espinha dorsal | Espinha dorsal | Glotais |
| ------------------ | ------------ | -------- | -------- | -------- | -------- | -------------- | -------------- | ------- |
| Centrais Elétricas | Lateral      | Bilabial | Palatais | Velars   | Pós-Alv. |                |                | Glotais |
| Oclusivo           | Simples      | p        | t        |          |          |                | k              | ʔ       |
| Oclusivo           | Aspirado     | pʰ       | tʰ       |          |          |                | kʰ             |         |
| Oclusivo           | Som          | b        | d        |          |          |                | g              |         |
| Oclusivo           | Seu. asp.    |          | dʰ       |          |          |                |                |         |
| Fricativas         | Fricativas   |          | s        |          |          |                |                | h       |
| Africativas        | Surdo        |          | ts       |          | tʃ       |                |                |         |
| Africativas        | Som          |          |          |          | dʒ       |                |                |         |
| Líquidos           | Simples      |          | r        | l        |          |                |                |         |
| Líquidos           | Retroflexos  |          | ɻ        |          |          |                |                |         |
| Nasais             | Simples      | m        | n        |          |          | ɲ              |                |         |
| Nasais             | Pré-aspirado | hm       | hn       |          |          | hnʲ            |                |         |
| Semivogais         | Simples      | w        |          |          |          | j              |                |         |
| Semivogais         | Aspirado     | hw       |          |          |          |                |                |         |

O fonema /ɡ/ somente ocorre em palavras oriundas do português (Graciliano, Gabriel). A tendência de incluir a oclusiva glotal /ʔ/ depois de um /a/ que termina uma palavra foi notada entre falantes jovens, o que deve ser uma influência da língua tucano.
Restrições fonéticas para a presença de consoantes
| Fonema | Início de raiz  | Início de afixo | Início de enclítico | Meio de raiz                | Meio de afixo | Meio de enclítico | Notas                                                                 |
| ------ | --------------- | --------------- | ------------------- | --------------------------- | ------------- | ----------------- | --------------------------------------------------------------------- |
| p      | +               | +               | +                   | +                           | -             | -                 |                                                                       |
| ph     | +               | +               | -                   | +                           | +             | +                 |                                                                       |
| b      | +               | -               | +                   | (+) somente em substantivos | -             | -                 | principalmente estrangeiras                                           |
| t      | +               | +               | +                   | +                           | +             | +                 |                                                                       |
| th     | +               | +               | +                   | +                           | +             | +                 |                                                                       |
| d      | +               | +               | +                   | +                           | +             | +                 |                                                                       |
| dh     | (+) só raiz     | -               | (+) duas enclíticas | -                           | -             | -                 | ocorre no início de palavras - resulta de metástese linguística c/ h- |
| k      | +               | +               | +                   | +                           | +             | +                 |                                                                       |
| kh     | +               | +               | +                   | +                           | -             | -                 |                                                                       |
| s      | +               | +               | +                   | +                           | +             | +                 |                                                                       |
| tʃ     | +               | -               | -                   | +                           | -             | -                 |                                                                       |
| h      | +               | +               | +                   | restrita                    | -             | -                 |                                                                       |
| m      | +               | +               | +                   | +                           | +             | -                 |                                                                       |
| mh     | +               | (+)             | (+) duas enclíticas | +                           | -             | -                 | Metáste com h-                                                        |
| n      | +               | +               | +                   | +                           | +             | +                 |                                                                       |
| nh     | +               | -               | +                   | +                           | -             | -                 | Metáste com h-                                                        |
| ñ      | +               | -               | (+) enclítica       |                             | -             | + uma enclítica   |                                                                       |
| ñh     | + (duas raíses) | -               | -                   | + uma raiz                  | -             | -                 | somente três raízes                                                   |
| r      | +               | +               | +                   | +                           | +             | +                 | nunca na posição inicial                                              |
| l      | +               | -               | -                   | +                           | -             | -                 |                                                                       |
| w      | +               | +               | +                   | +                           | +             | +                 |                                                                       |
| wh     | +               | +               | -                   | +                           | -             | (+) uma enclítica | Metáste com h-; no início ou no meio da palavra.                      |
| y      | +               | +               | +                   | +                           | +             | +                 |                                                                       |

(+) indica que o fonema aparece em uma quantidade limitada de palavras.

## Ortografia
Tariana usa o alfabeto latino com as seguintes características:
- Vogais – 
  - a,
  - a:,
  - ã,
  - e,
  - e:,
  - ẽ,
  - i,
  - i:,
  - ĩ,
  - ɨ,
  - o,
  - õ,
  - u,
  - u:.
- Consoantes – não tem as letras C, F, J, Q, V, X, Z; tem os grupos Dh, Kh, Mh, Nh, Ñh, Ph, Th, Wh, Tʃ.
  - b,
  - d,
  - f,
  - g,
  - h,
  - k,
  - l,
  - m,
  - n,
  - p,
  - r,
  - s,
  - t,
  - w,
  - y,
  - dh,
  - kh,
  - mh,
  - nh
  - ñh,
  - ph,
  - th,
  - wh,
  - tʃ.

## Gramática

### Pronomes

#### Pronomes Pessoais
|          |    | Pronomes pessoais     |                                   |
| Singular | 1ª | eu = nohá             | comigo = nohané                   |
| Singular | 2ª | tu = pihá             | contigo = pihané                  |
| Singular | 3ª | ele = lihá ela = dohá | com ele = liháne com ela = dohané |
| Plural   | 1ª | nós = uahá            | conosco = uaháne                  |
| Plural   | 2ª | vós = ihiá            | convosco = ihiáne                 |
| Plural   | 3ª | eles/elas = nahá      | com eles/elas = naháne            |

#### Pronomes Interrogativos
- Quem? = koána?;
- A quem? = koána noká?;
- De quem? = koána yárupe?;
- Que coisa? = koákapini?.

#### Pronomes Indefinidos
- Ninguém = seédenoka;
- Nenhum = né páite;
- Nada = seédenoka.

## Vocabulário

### Lista de Swadesh (resumida)
| Português            | Tariana     |
| -------------------- | ----------- |
| eu                   | nhʊá        |
| tu, você             | phiá        |
| nós                  | whaá        |
| não                  | ma-         |
| um, uma              | a(pa)-      |
| dois, duas           | jama-       |
| pesado(a)(s)         | hamíɲa      |
| novo(a)              | waɺi        |
| mulher               | íinarʊ      |
| homem (homem adulto) | (a)tʃíanɺi  |
| esposa               | -ts-hadʊ(a) |
| marido               | -ts-hanirí  |
| peixe                | kʊ́phe       |
| ave                  | képiɾ(i)a   |
| árvore               | aíkuna      |
| sangue               | íiɾai       |
| osso                 | -ɲápi       |
| cauda, rabo          | -iitʃipí    |
| pena, pluma          | feather     |
| cabelo, pêlo         | -tʃi-a[ɻe]  |
| cabeça               | -hiwidá     |
| orelha               | -heení      |
| olho                 | -thi(da)    |
| nariz                | -hitakʊ́     |
| boca                 | -nʊma       |
| dente                | -ee/ -já    |
| língua               | -eenené     |
| pé                   | -hiipáma    |
| perna                | -kawa-na    |
| mão                  | -kapí(ma)   |
| peito, seio          | -(h)iini    |
| fígado               | -kaɺe-tána  |
| beber                | -íiɾa       |
| comer                | -(i)ɲha     |
| sugar, chupar        | -tsʊ́tsʊ     |
| dormir               | -ímaa       |
| dar, entregar        | -áa         |
| sol                  | kéeɾi       |
| lua                  | kéeɾi       |
| estrela              | wíitʃhini   |
| água                 | ʊ́ʊni        |
| rio                  | ɲápʊ        |
| pedra                | hiipadá     |
| céu                  | éenʊ(-kʊa)  |
| vento                | káaɺe(-ri)  |
| fogo                 | tʃiáwa      |
| ouvir                | -híma       |
| ano                  | kámʊi       |
| novo                 | waɺi-       |

### Frases Cotidianas
| Português                                      | Tariana*                                            |
| ---------------------------------------------- | --------------------------------------------------- |
| Queres comer?                                  | Iyáncasi pinánapiá?                                 |
| A canoa na pedra bateu, a proa quebrada ficou. | Itávia hipadase di-uakaderu, dituaku deékaka diãua. |
| As mulheres foram plantar maniva.              | Inárupe naaka nápana kiníkinuku.                    |
| Os velhos muitas histórtas sabem.              | Pedaliápe hanupe kalisi na-yékanoka.                |
| O forno (para farinha) rachou.                 | Poãli deékakadiáua di-sita.                         |
| Meu irmãozinho doente está.                    | Nu-ueéri dikamiákaka nokã.                          |
| A capivara na roça passou.                     | Hemasiére inipukuse di-yénaka di-sita.              |
| A doente vomitou sangue.                       | Kakamiákaru iri dukatánuka du-sita .                |
| A fruta está madura.                           | Aikuna inaka euãperi.                               |
| A centopéia entrou na minha rede.              | Amarusápa nuyáku hamakuse dihiénukadiá di-sita.     |

* A ortografia de algumas dessas expressões pode estar desatualizada.